# 미카게역 (홋카이도)
미카게역(일본어: 御影駅)은 일본 홋카이도 가미카와 군 시미즈정에 있는 홋카이도 여객철도의 역이다. 역 번호는 K27이며, 상대식 승강장 2면 2선 구조를 지닌 지상역이다.

## 역 주변
- 국도 제38호선
- 시미즈 정청 미카게 지소
- 오비히로 신용금고 미카게 지점
- 미카게 공원

## 역사
- 1907년 9월 8일 : 사넨코로역(일본어: 佐念頃駅)으로서 개업.
- 1922년 10월 15일 : 미카게역으로 개챙.
- 1987년 4월 1일 : 민영화에 의해, 홋카이도 여객철도로 이관.

## 인접 정차역
| 홋카이도 여객철도 네무로 본선 | 홋카이도 여객철도 네무로 본선 | 홋카이도 여객철도 네무로 본선 |
| ----------------------------- | ----------------------------- | ----------------------------- |
| K25 하오비 신토쿠 방면        | 네무로 본선                   | 메무로 K27 구시로 방면        |